# Rolf Koot
Rolf Koot (Den Haag, 11 september 1958) is een Nederlandse film- en televisieproducent.
Koot won in 2000 de 'International Emmy Award Outstanding Drama' met de aflevering "Alle Menschen werden Brüder' uit de serie All Stars. In 2002 werd hij tweemaal voor de International Emmy genomineerd: nogmaals voor een aflevering uit de serie All Stars en voor het televisiespel De enclave. Zijn productie Lek won vijf Gouden Kalveren op het Nederlands Film Festival 2000, waaronder die voor beste speelfilm. Met Flikken Maastricht won hij in 2014 de Gouden Televizier-Ring.

## Film en televisie
Films en televisieproducties waaraan Koot als producent meewerkte:
- Domburg (1996)
- Uncle Frank (documentaire uit 1996)
- All Stars (film uit 1997)
- Bokken & Geiten (documentaire uit 1998)
- All Stars (televisieserie, 1999-2001)
- Lek (2000)
- Adriaans plaag (korte film uit 2001)
- De enclave (2002)
- TV7 (2002)
- De Band (2003-2004)
- Things to Do Before You're 30 (2004)
- Pipo en de p-p-parelridder (2004)
- Zwarte zwanen (2005)
- Sprint! (2005)
- Man en paard (2006)
- Flikken Maastricht (2007-2024)
- De bende van Sjako (2010-2011)
- Rembrandt en ik (2010)
- Seinpost Den Haag (2011)
- All Stars 2: Old Stars (2011)
- De overloper (2012)
- Lieve Liza (2012-2013)
- Daglicht (2013)
- Fiftyfifty (2015)
- Fake (2016)
- Land van Lubbers (2016)
- Flikken Rotterdam (2016-2023)
- De belofte van Pisa (2019)
- All Stars en Zonen (2020-2022)